# جيمس آرثر (رياضياتي)
جيمس آرثر (بالإنجليزية: James Arthur)‏ (مواليد 18 مايو 1944 في هاميلتون، أونتاريو، كندا)، هو عالم رياضيات كندي، يعمل في مجال التحليل التوافقي، وكان الرئيس السابق للجمعية الرياضياتية الأمريكية. ويعمل بقسم الرياضيات بجامعة تورنتو حاليا.

## السيرة الذاتية
ولد في هاملتون، أونتاريو، وبعد إكماله الدراسة الأولية فيها حاز على بكالوريوس العلوم من جامعة تورنتو في عام 1966، وبعد مرور عام حصل على ماستر العلوم من نفس الجامعة. كما أنه حصل على الدكتوراه من جامعة ييل في عام 1970، إذ درس بها ما بين عامي 1970 و1976. ثم التحق بكلية الحقوق في جامعة ديوك عام 1976. وقد كان أستاذا في جامعة تورنتو منذ عام 1978. ولقد حاز على منصب أستاذ زائر أربعة مرات في معهد الدراسات العليا بين عامي 1976 و2002.
وكان جيمس تلميذا لروبرت لانجلوند، حيث اشتهر بصيغة آثار سيلبرغ.

## الجوائز والمكافآت
وحصل في عامي 1975 و1977 على منحة سلون وفي عام 2000 حصل على زمالة غوغنهايم. وفي 1992 انتخب زميلا في الجمعية الملكية، كما تم انتخابه عضوا فخريا بالأكاديمية الأمريكية للفنون والعلوم في عام 2003.. وفي عام 2012 أصبح زميلا في الجمعية الرياضياتية الأمريكية.
وكان في وقت سابق قد حصل على عضوية في الجمعية الملكية بكندا سنة 1980. وفي عام 2002، حصل على الدكتوراة الفخرية من جامعة أوتاوا. في عام 2014، تم انتخابه عضوا بالأكاديمية الوطنية للعلوم في الولايات المتحدة الأمريكية.
ومن بين الجوائز التي حصل عليها :
- جائزة ستياسي (1982)
- جائزة جون لايتن ساينغ (1987)
- جائزة ويليام جفري (1993)
- ميدالية هنري مارشال توري (1997)
- الميدالية الذهبية (غيرهارد-هرتسبرغ) في العلوم والهندسة في كندا (1999)
- جائزة وولف للرياضيات (2015)[11]

## وصلات خارجية
- جيمس آرثر في شجرة علماء الرياضيات
- أعمال جيمس آرثر نسخة محفوظة 16 مايو 2021 على موقع واي باك مشين. على معهد كلاي للرياضيات
- أرشيف أعمال جيمس آرثر المختارة على University of Toronto Department of Mathematics
- جائزة وولف 2015
- السيرة الذاتية